# 矢野恵一朗
矢野 恵一朗（やの けいいちろう、1936年11月19日 -  2016年7月15日）は、日本の経営者。みなと銀行頭取を務めた。

## 来歴・人物
兵庫県神戸市出身。1959年に神戸商科大学商業経済学部経営学科を卒業し、同年に神戸銀行に入行した。1988年6月に太陽神戸銀行取締役に就任し、1992年6月にさくら銀行常務、1995年6月に専務を経て、1996年6月には阪神銀行頭取に就任し、1999年4月にはみなと銀行頭取に就任。2002年6月に特別顧問に就任。
2007年4月に旭日小綬章を受章。
2016年7月15日、病気のために死去。79歳没。